# Peleteria semirufa
Peleteria semirufa là một loài ruồi trong họ Tachinidae.